# Stanisław Piotr Wójcik
Stanisław Piotr Wójcik – prof. dr hab. nauk politycznych.

## Życiorys
24 marca 1997 uzyskał stopień habilitacji w specjalności polityki gospodarczej w dziedzinie nauk ekonomicznych. 
Pracuje jako profesor Katolickiego Uniwersytetu Lubelskiego Jana Pawła II; na wydziale Nauk Społecznych; Instytutu Nauk Politycznych i Spraw Międzynarodowych. 25 października 2002 roku uzyskał tytuł profesora nauk politycznych.

## Odznaczenia
- Złoty Krzyż Zasługi (2018)[3]

## przypisy
1. 1 2 3 4 5  Prof. dr hab. Stanisław Piotr Wójcik, [w:] baza „Ludzie nauki” portalu Nauka Polska (OPI PIB) [dostęp 2022-10-27].
2. ↑  System Wspomagania Wyboru Recenzentów [online], recenzenci.opi.org.pl [dostęp 2022-10-27].
3. ↑  M.P. z 2018 r. poz. 695